# Emilien Tardif
Emilien Tardif MSC (ur. 6 czerwca 1928 w Saint-Zacharie, zm. 8 czerwca 1999 w Cordobie) – kanadyjski misjonarz, charyzmatyczny zakonnik, Sługa Boży Kościoła katolickiego.
Urodzony Saint-Zacharie w prowincji Quebec w Kanadzie był dziewiątym z czternaściorga dzieci. Należał do zgromadzenia Misjonarzy Najświętszego Serca Jezusowego (śluby wieczyste złożył 8 września 1952). Po cudownym uzdrowieniu z gruźlicy (czerwiec 1973) na skutek modlitwy 5 osób z grupy charyzmatycznej, zaczął interesować się Ruchem Odnowy Charyzmatycznej. Od chwili uzdrowienia aż do śmierci poświęcił swoje życie ewangelizacji. Jego nauczaniu towarzyszyło wiele cudownych uzdrowień oraz nawróceń. W czasie swojej posługi odwiedził 71 krajów na wszystkich kontynentach. Zmarł w Argentynie na atak serca. 

## Dzieła
- Dom Zwiastowania w Santo Domingo
- Szkoła ewangelizacji im. Jana Pawła II
- Wspólnota Sług Jezusa Żyjącego, założona w 1982

## Polskie publikacje
- Jezus żyje, Szczecin 1990, ISBN 83-7041-020-0
- Jezus jest Mesjaszem, Łódź 1991, ISBN 83-850-22-10-4
- Charyzmat uzdrawiania, Kraków 1995, ISBN 83-86106-02-6